# Moses Sumney
Moses Sumney (San Bernardino, 19 maggio 1991) è un cantautore, musicista e attore statunitense di origini ghanesi.

## Biografia
Nato in California, all'età di dieci anni si trasferisce in Ghana, terra natia dei genitori, per poi ritornare negli Stati Uniti sei anni dopo, avendo faticato ad integrarsi nella cultura ghanese perché massicciamente influenzato dal mondo americano.
Ha iniziato a scrivere fin da ragazzo canzoni a cappella (non essendo ancora in grado di suonare uno strumento), che, ancora non abbastanza sicuro di sé, non ha reso pubbliche prima dei 20 anni. Dopo gli studi di poesia e scrittura creativa presso l'Università della California - Los Angeles, infatti, capisce che, per creare una forma d'arte che meglio lo rispecchi, ha bisogno di comporre e di esibirsi, oltre che di scrivere.
Il suo primo lavoro musicale pubblico è stato l'EP Mid-City Island, autoprodotto e autoregistrato con un registratore datogli da Dave Sitek dei TV on the Radio. Subito dopo firma un contratto discografico con Terrible Records, riuscendo a suonare dal vivo alcune delle sue canzoni, pensate, come egli stesso afferma, per un contesto live. Fino all'uscita del suo secondo EP nel 2016, Lamentations, inizia a farsi conoscere esibendosi in varie arene ed anfiteatri aprendo delle date per i Dirty Projectors, i Junip e Sufjan Stevens, suonando insieme a St. Vincent, i Local Natives ed Erykah Badu, fino ad ottenere una collaborazione con Beck nel suo Song Reader. Il 22 Settembre 2017 pubblica il suo primo album in studio, Aromanticism, sotto l'etichetta Jagjaguwar, acclamato dalla critica musicale americana, in particolar modo dal New York Times, che lo ha annoverato fra i dieci migliori album del 2017. Molte delle sue canzoni sono state usate come colonne sonore per numerose opere televisive e cinematografiche, fra le quali Orange Is the New Black, Westworld, Dear White People e Insecure. Nel 2020 esce il secondo lavoro in studio, Græ, doppio disco la cui prima parte è stata pubblicata il 21 febbraio, mentre la seconda il 15 marzo. Il 2020 è stato un anno particolarmente ricco di novità per il cantante, che ha esordito come regista per il video del suo singolo Cut Me e ha partecipato alla serie televisiva Random Acts of Flyness.
Nel 2022, dopo aver pubblicato 2 video autodiretti di suoi concerti (Live in Blackalachia e A Perfomarance in V Acts) annuncia una pausa dalla musica e dai concerti per dedicarsi ad altre arti, in primis alla regia.
Dopo aver recitato nella serie TV The Idol nel 2023, nell'estate del 2024 pubblica Vintage e Gold Coast, rispettivamente a giugno e a luglio, che anticipano l'EP Sophcore, in uscita il 3 agosto.
Nel 2025 pubblica il singolo I Like It I Like It, in collaborazione con Hayley Williams.

## Vita privata
All'età di circa 20 anni, facendo ricerche su Google, inizia a temere di essere affetto da ADHD, che gli verrà in seguito diagnosticato ufficialmente dal suo psichiatra. Per quanto riguarda il suo orientamento sessuale, invece, ritiene che l'aggettivo più adatto a definirlo sia aromantico.

## Discografia

### Da solista
Album in studio
- Aromanticism (2017)
- Græ (2020)

Album live
- Live From Blackalachia (2021)

EP
- Mid-City Island (2014)
- Lamentations (2016)
- Black in Deep Red (2018)
- Sophcore (2024)

Singoli
- Man on the Moon (2014)
- Scratch the Surface / Forlorn Fantasy (2014)
- Seeds/Pleas (2015)
- Everlasting Sigh (2016)
- Worth It (2016)
- Lonely World (Lamentations Version) (2016)
- Doomed (2017)
- Quarrel (2017)
- Indulge Me (2017)
- Make Out in My Car (Chameleon Suite) (2018)
- Rank & File (2018)
- Virile (2019)
- Polly (2019)
- Me in 20 Years (2020)
- Cut Me (2020)
- Bless Me (2020)
- Can't Believe It (cover T Pain) (2021)
- The Unforgiven (cover Metallica) (2021)
- Bystanders (in space) (2021)
- In Bloom (in the woods) (2021)
- Vintage (2024)
- Gold Coast (2024)
- Is It Cold In The Water? (Cover di Sophie), feat Anohni (2024)
- You Make Me Feel (Mighty Real) (Cover di Sylvester), feat. Sam Smith e Lyra Pramuk (2024)

### Altre apparizioni
- Title of This Song, cover di Beck contenuta in Song Reader (2014)
- O Superman, cover dal vivo di Laurie Anderson contenuta in Translational Drifts: Moogfest Vol. 1 (2015)
- Shed You feat. Tessa Thompson, contenuta nella colonna sonora del film Creed - Nato per combattere (2015)
- Plastic, suo pezzo originale contenuto nella colonna sonora della serie TV Insecure (2016)
- Show Me Love (Skrillex Remix), singolo di Hundred Waters feat. Chance The Rapper e Robin Hannibal (2016)
- Cassidy, cover di Bob Weir, contenuta nell'album di beneficenza Day of the Dead, eseguita insieme a Jenny Lewis (2016)
- Jellyfish, come artista ospite nel disco dei Local Natives Sunlit Youth (2016)
- Weekend, come artista ospite in Skin Companion EP II di Flume (2017)
- Tell Them, come artista ospite insieme a Metro Boomin in Assume Form di James Blake (2019)
- Standing on the Horizon, come artista ospite in Woodkid for Nicolas Ghesquière - Louis Vuitton Works One di Woodkid (2019)
- To Believe, singolo di The Cinematic Orchestra (2019)
- Wait For Now (Anthony Naples Remix), singolo di The Cinematic Orchestra (2019)
- Doomed, sua canzone originale contenuta nella colonna sonora del film Queen & Slim (2019)
- Blood in Rain, come artista ospite in En Garde di Ethan Gruska (2020)
- Cul de sac, singolo di Trayer Tryon (2020)
- Soon It Will Be Fire, singolo di Hypnotic Brass Ensemble contenuto in This Is a Mindfulness Drill: A Reimagining of Richard Youngs' 'Sapphie' (2021)
- The Other Lover, come artista ospite in New Me, Same Us Remix EP dei Little Dragon (2021)
- The Unforgiven, cover dei Metallica uscita come singolo da The Metallica Blacklist (2021)
- Fence, come artista ospite nell'album dei Son Lux usato come colonna sonora del film Everything, Everywhere, All at Once (2022)
- Get it B4, colonna sonora della serie TV "The Idol" (2023)

## Filmografia

### Televisione
- The Idol – serie TV, 5 episodi (2023)

### Cinema
- MaXXXine, regia di Ti West (2024)